# Amateur-Jérôme Le Bras des Forges de Boishardy
Pour les articles homonymes, voir Boishardy.
Amateur-Jérôme Le Bras de Forges, chevalier de Boishardy, né 13 octobre 1762 à Bréhand et mort en juin 1795 près de Moncontour, est un chef chouan des Côtes-du-Nord.

## Biographie

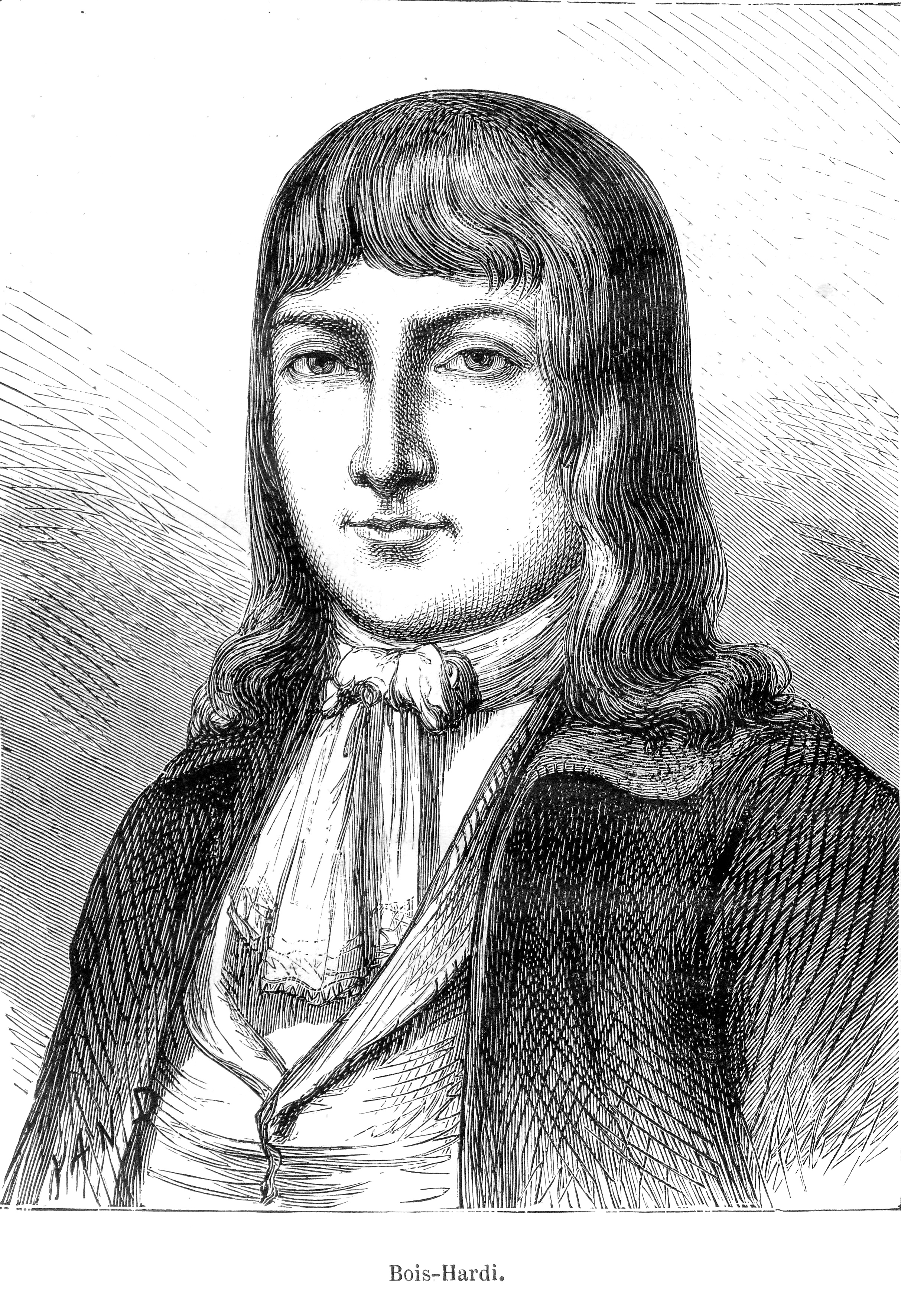
Portrait de Boishardy par Yan' Dargent.

Amateur-Jérôme Le Bras des Forges de Boishardy appartient à la petite noblesse (chevalier). Les origines de sa famille seraient toutefois bourgeoises. Il est le fils de Jérôme Sylvestre Le Bras des Forges, seigneur de Boishardy, mousquetaire du Roi, et de Marie Anne du Boscq.
Comme noble, il entre au Royal Marine en 1780, ancien officier au régiment de Royal-Marine, quitta le service le 9 juillet 1792, s'opposant au départ de son régiment pour Saint-Domingue. Il est porté par erreur sur la liste des émigrés en 1792 et cette erreur lui cause quelques désagréments et il rentre à Bréhand. Mais c'est la levée des 300 000 hommes en mars 1793 qui le pousse vers la Chouannerie.
En effet, la Révolution française,ayant besoin de soldats,ordonne qu'un tirage au sort de combattants soit organisé par commune. Le 25 mars 1793, Pommeret, à 8 km de Bréhand refuse le tirage au sort et arrache les registres des commissaires de la République. C'est le signal du soulèvement dans les Côtes-du-Nord. Aux cris de Marchons sur Pommeret, les jeunes de Bréhand se dirigent alors, Boishardy à leur tête vers la commune rebelle. Ils sont rejoints sur le chemin au lieu-dit la lande du gras à Meslin par les jeunes des communes alentour. Ensemble (peut être 4000), ils marchent sur Pommeret et molestent l'épicier républicain du bourg.
Le même jour, ils pillent la malle poste républicaine à Sainte-Anne (Coëtmieux). À la suite de cette insurrection François Pincemin, le tout nouveau maire de Meslin, sera arrêté, emprisonné à Saint-Brieuc et guillotiné le 13 avril suivant. Les événements de Pommeret font tache d'huile notamment à Bréhand où les jeunes suivent l'exemple. Les insurgés sont venus chercher Boishardy en raison de son expérience militaire et non pas de ses origines nobiliaires.
Boishardy, charismatique et accessible s'impose naturellement comme chef de la chouannerie dans la région. Il prit part à la première insurrection, celle de La Rouërie, et fut désigné par lui pour commander les forces militaires de l'Association bretonne sur les Côtes-du-Nord. Il est reconnu ailleurs aussi puisqu'il est en contact avec le Vendéen François de Charette. Mais la chouannerie de la région lamballaise reste limitée. Ses actions de guérilla resteront limitée, à noter toutefois, la prise de Jugon-les-Lacs une petite ville entre Lamballe et Dinan où il abat l'arbre de la liberté, déambule avec ses hommes tout en parlant avec les habitants, il y gagna son surnom de Sorcier, car la prise ne fit aucun mort et tous les soldats républicains furent capturés.
Après la mort de La Rouërie, il se retira vers la côte entre Lamballe et Moncontour ; et, réunissant tout ce qui s'armait contre la Révolution, il établit son quartier général à Bréhand. Boishardy était dans la force de l'âge, et aussi adroit qu'intrépide son ascendant était tel sur les paysans qu'ils se seraient tous exposés à la mort pour le défendre, et qu'il passait dans leur esprit pour prédire l'avenir.

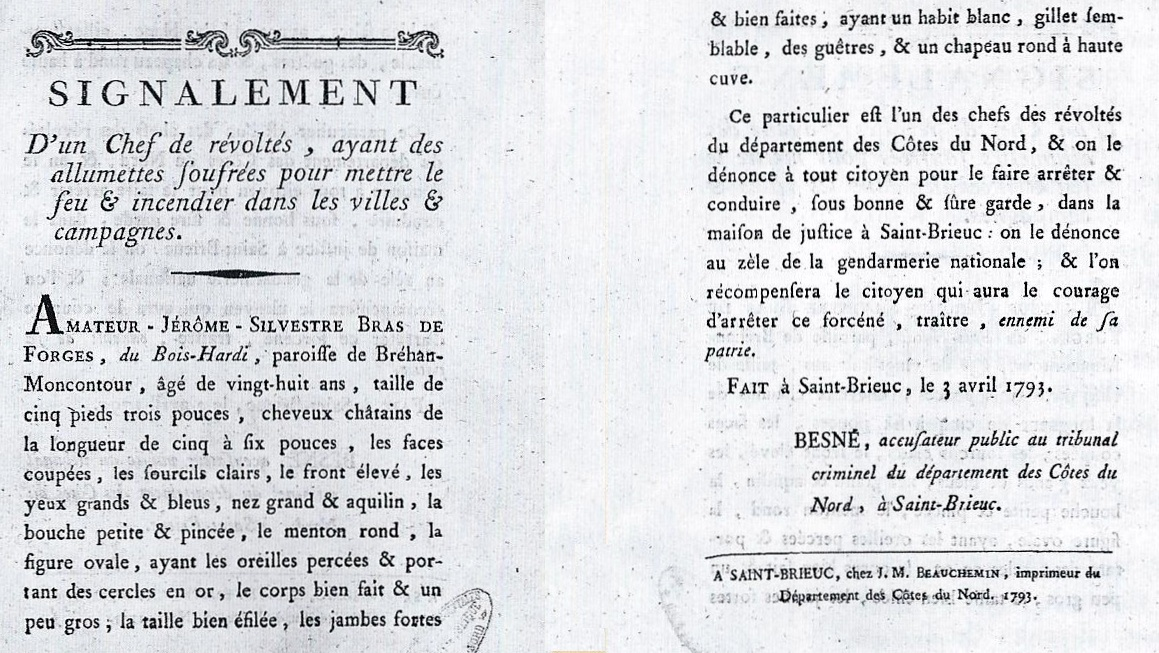
Acte d'accusation de Amateur-Jérôme-Syvestre Bras de Forges, dit Bois-Hardy, par l'accusateur public Besné au tribunal criminel du département des Côtes-du-Nord, à Saint-Brieuc (1793).

Boishardy, proscrit est insaisissable, se cachant entre Pommeret, Bréhand et Moncontour au gré de ses nombreuses amitiés. Il est surnommé "le Sorcier" par les républicains.
D'ailleurs ses manières douces et l'aménité de son caractère le faisaient généralement aimer. Au mois d'août 1794, il alla trouver Puisaye et le reconnut comme généralissime des chouans. Puisaye le fit colonel et lui donna la croix de Saint-Louis. Il commanda les royalistes des Côtes-du-Nord ; et au mois d'octobre 1794, se voyant accablé par la division du général républicain Louis Emmanuel Rey, et autorisé par l'exemple de Charette, il crut écarter le danger en faisant des ouvertures de paix. Ayant demandé une entrevue au général Jean Humbert, qui commandait à Moncontour une division républicaine, il lui indiqua, dans les premiers jours de décembre, un bois pour le lieu de la conférence, et il s'y trouva avec cinquante chouans armés. Humbert arriva seul, sans aucune escorte. Le général royaliste, étonné de la sécurité de cet officier, lui dit : « Le témoignage de confiance que tu me donnes me décide à la réciprocité ; je vais renvoyer ma troupe, et chercher avec toi les moyens de ramener la paix dans ces malheureuses contrées ! » Les amitiés de Boishardy ne sont pas que royalistes, un respect profond et partagé le lie au général républicain Humbert grâce auquel il signe une trêve avec Lazare Hoche qui l'estime également (mars 1795).
Après la pacification, la trêve n'est pas respectée et des attentats sont commis dans le secteur de Boishardy. Les hostilités ayant recommencé entre les deux partis, Boishardy reprit l'offensive. Les poursuites contre le Sorcier reprennent et un camp républicain est installé à Meslin.

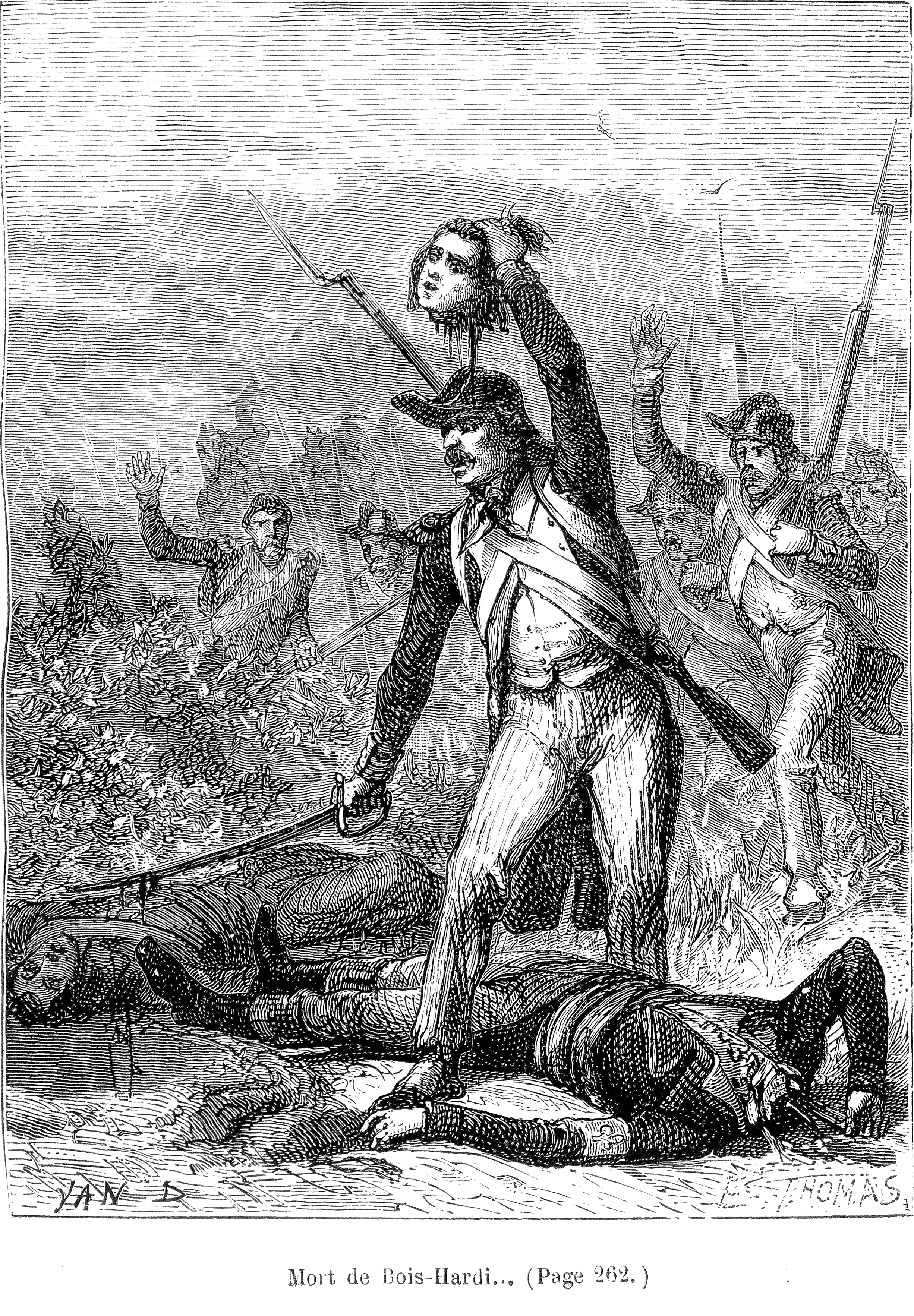
La mort de Boishardy (par Yan' Dargent).

Les républicains ayant été instruits qu'il se trouverait le 15 juin 1795 dans son château de Villehemet, une compagnie de grenadiers marcha pour l'y surprendre. Il devait en effet se marier dans la nuit du 16 au 17 juin. Il fut trahi par un jeune homme qu'il avait recueilli. Boishardy s'aperçut trop tard de la trahison ; il voulut fuir : les grenadiers le poursuivirent à coups de fusil ; il fut atteint et achevé à coups de sabre par deux soldats sur la route de Bréhand à Moncontour, près de la chapelle Saint-Malo (un calvaire, dit Croix de Boishardy, marque le lieu encore aujourd'hui) en présence de sa jeune amie Anne Joséphine Quentin de Kercadio. Sa tête sanglante et séparée de son corps fut promenée dans les rues de Lamballe et de Moncontour puis jetée dans l'étang de Launay. Les deux assassins seront très légèrement punis. Plus tard, l'étang fut asséché et le crâne de Boishardy retrouvé ; il repose désormais au cimetière de Maroué.
La chouannerie privée d'un grand chef charismatique change ensuite dans les Côtes-du-Nord. Elle évolue en micro-chouannerie (avec des chefs locaux tels que Legris-Duval, Duviquet, Carfort) jusqu'en 1800, où de petits groupes simplement organisés attaquent des effectifs réduits dans des embuscades et des combats de harcèlement. Pierre Taupin est une figure marquante de cette nouvelle forme de chouannerie. C'est un homme qui brûle de venger l’exécution de son épouse guillotinée à Tréguier quelques années plus tôt. Condamné au bagne en Guyane, il parvient à s'évader dans des conditions rocambolesques et revient en Trégor pour lever une petite troupe de chouans. Il sème la terreur dans l'Est du pays de Tréguier par des embuscades multiples et une mobilité fulgurante, rendant difficile leur arrestation. Il est tué au cours du combat de Tréglamus en 1800.
Elle évolue ensuite en chouannerie-brigandage en 1800-1804. Un chef est particulièrement représentatif, il s'agit de Félix Dujardin. Ses expéditions sont le fait de groupes très restreints, cinq chouans maximum, et harcèlent par de multiples petites attaques ciblées.
On note toutefois que symboliquement, la chouannerie des Côtes-du-Nord reste importante. Mercier la Vendée, adjoint de Georges Cadoudal est nommé chef du département (tué près de Loudéac en 1801) et que Saint-Régent, chef de la région de Merdrignac sera l'exécutant du premier attentat contre Napoléon Bonaparte (Noël 1800).
L'histoire de Boishardy a quelque chose de romantique, notamment en raison de son charisme, de son idylle avec Joséphine de Kercadio et de sa mort tragique. Pour les royalistes, il devint « Achille pour la bravoure, Ulysse pour la fertilité de ses inventions ». On dit que Balzac se serait inspiré de son histoire dans son roman Les Chouans. La version des faits selon laquelle son assassinat fut perpétré la veille de son mariage n'est pas reconnue par tous les historiens.